# United Farmers of Alberta
United Farmers of Alberta (UFA, dt. Vereinigte Farmer Albertas) ist eine Genossenschaft mit Sitz in Calgary in der kanadischen Provinz Alberta. Sie ist auf den Vertrieb von landwirtschaftlichen Geräten spezialisiert und betreibt in Alberta Warenhäuser für den Bedarf von Farmen und Ranches sowie Tankstellen in drei Provinzen. Die UFA war während zwei Jahrzehnten auch politisch tätig und stellte von 1921 bis 1935 die Provinzregierung.

## Gründung
1909, nach dem Zusammenschluss der Alberta Farmers' Association (Gesellschaft der Farmer Albertas) und der Canadian Society for Equity (Kanadische Kapitalgesellschaft), wurde die UFA als Lobbyorganisation gegründet. Ihr Ziel war es, sich für die Interessen der Farmer der Provinz einzusetzen. Sie wandte sich gegen hohe Zinsen auf Krediten für Farmer, Schutzzölle und Parteipolitik in der Regierung. 1913 zwang sie die liberale Provinzregierung dazu, die genossenschaftlich organisierte Silo-Gesellschaft Alberta Farmers' Cooperative Elevator Company (heute United Grain Growers) zu gründen.
Die in der genossenschaftlichen Bewegung verwurzelte UFA wurde zunehmend politisch aktiv und forderte die Einführung des Frauenwahlrechts. 1912 gründete sie die Parallelorganisation United Farm Women's Association (Vereinigte Gesellschaft der Bäuerinnen) und ab 1914 erhielten Frauen innerhalb der UFA gleiche Mitgliederrechte. Bis 1920 wuchs die UFA zur stärksten Lobbyorganisation Albertas an.

## Politische Geschichte

### Eintritt in die Politik
Unter dem Druck, Einfluss an die überparteiliche Bewegung Alberta Non-Partisan League zu verlieren, die 1917 bei den Wahlen zur Legislativversammlung von Alberta zwei Sitze gewonnen hatte, und unzufrieden mit den damaligen politischen Parteien, beschloss die UFA 1919, sich stärker am politischen Geschehen zu beteiligen. Zahlreiche prominente Mitglieder wie UFA-Präsident Henry Wise Wood lehnten aber wegen der nichtparteilichen Wurzeln ein politisches Mandat ab. Ende 1919 gewann die UFA bei einer Nachwahl erstmals einen Sitz im Provinzparlament, 1921 errang Robert Gardiner für die UFA den ersten Sitz im kanadischen Unterhaus.
Durch diese Erfolge bestärkt, traten Kandidaten der UFA bei den Provinzwahlen 1921 in 45 von 61 Wahlkreisen an. Völlig überraschend gewann die UFA 38 Sitze, löste die Alberta Liberal Party als stärkste Partei ab und war in der Lage, eine Mehrheitsregierung zu bilden.

### Mehrheitsregierungen
Da keiner der neu gewählten Abgeordneten gewillt schien, das Amt des Premierministers zu übernehmen, suchte die UFA außerhalb des Parlaments nach einem geeigneten Kandidaten. Sie versuchte sogar, den liberalen Premierminister Charles Stewart für sich zu gewinnen. Dieser lehnte jedoch ab, da er in die Bundespolitik wechselte. Schließlich erklärte sich Herbert Greenfield, Präsident des Gemeindeverbandes, dazu bereit. Irene Parlby war die erste Frau, die auf Provinzebene einen Ministerposten innehatte.
Trotz ihrer Unerfahrenheit leitete die UFA-Regierung mehrere Reformen ein. 1923 richtete sie einen staatlichen Getreidefonds ein und hob die Alkoholprohibition auf. John Edward Brownlee, den viele als den eigentlichen Anführer der UFA betrachteten, trat 1925 die Nachfolge Greenfields als Premierminister an und führte die Bewegung im darauf folgenden Jahr zum zweiten Wahlsieg.
Nach jahrelangen Verhandlungen gelang es Brownlees Regierung 1929, die Kontrolle über die natürlichen Ressourcen von der Bundesregierung an die Provinz zu übertragen. Den östlichen Provinzen war dieses Recht bereits 1867 bei der Gründung der Kanadischen Konföderation zugestanden worden, während die 1905 gebildeten Provinzen Alberta und Saskatchewan zunächst darauf hatten verzichten müssen.
Auf einer Welle des Erfolgs führte Brownlee die UFA 1930 zum dritten Wahlsieg in Folge. In ihren Anfangsjahren hatte die Bewegung noch vereinzelt sozialistische Merkmale, doch unter Brownlees Führung wandte sie sich zunehmend dem Konservatismus zu.

### Politischer Niedergang
Auf die Weltwirtschaftskrise, die zu einem Einbruch der Getreidepreise führte, war die UFA schlecht vorbereitet. Die Provinz hatte sich mit den Kauf des bankrotten Getreidefonds verschuldet und als die Banken das Land zahlreicher hoch verschuldeter Farmer in Besitz nahmen, wurde der Widerstand immer größer. Brownlee musste im Juli 1934 aufgrund eines inszenierten Skandals zurücktreten, in deren Folge ein Gericht ihn der Verführung einer Sekretärin schuldig sprach.
Seinem Nachfolger Richard Gavin Reid gelang es nicht, den Zerfall der politischen Bewegung aufzuhalten. Viele Mitglieder wandten sich enttäuscht ab und wechselten zur konservativen Social Credit Party of Alberta oder zur sozialistischen Co-operative Commonwealth Federation (CCF), bei den Provinzwahlen 1935 verlor die UFA sämtliche Sitze. Von den neun Unterhausabgeordneten der UFA, die 1930 gewählt worden waren, wechselten acht zur 1932 gegründeten CCF und einer zu den Konservativen. Bei den Unterhauswahlen 1935 wurden alle neun nicht wiedergewählt. Die UFA beschloss 1939 den vollständigen Rückzug aus der Politik.

### Wahlergebnisse
Ergebnisse der United Farmers of Alberta bei den Wahlen zur Legislativversammlung:
| Wahl | Sitze total | Kandi- daten | Gew. Sitze | Stimmen | Anteil  |
| ---- | ----------- | ------------ | ---------- | ------- | ------- |
| 1921 | 61          | 45           | 38         | 86.250  | 28,92 % |
| 1926 | 60          | 46           | 43         | 71.967  | 39,68 % |
| 1930 | 63          | 47           | 39         | 74.187  | 39,41 % |
| 1935 | 63          | 45           | 0          | 33.063  | 11,00 % |

## Die moderne Genossenschaft
Nach der Auflösung des politischen Arms konzentrierte sich die UFA auf ihre wirtschaftlichen Tätigkeiten. Schon 1935 ging sie eine Kooperation mit Maple Leaf Fuels ein, einer Tochtergesellschaft von Imperial Oil, um zu günstigen Konditionen Treibstoffe an ihre Mitglieder abzugeben. Im darauf folgenden Jahr folgte die Eröffnung der ersten Tankstelle für UFA-Mitglieder mit dem Markennamen Maple Leaf.
1948 erfolgte die Fusion mit der Alberta Farmer's Union. 1954 eröffnete die UFA in Calgary das erste Warenhaus für landwirtschaftlichen Bedarf. 1957 übernahm sie die Anlagen von Maple Leaf Fuels, wodurch die Genossenschaft größeren Einfluss auf ihr zweites Kerngeschäft erlangte. 1996 expandierte sie ihr Tankstellennetz nach British Columbia, 1998 nach Saskatchewan.
2006 verfügten die 120.000 Mitglieder der UFA über 35 Warenhäuser in ganz Alberta sowie über 110 Tankstellen in den Provinzen Alberta, British Columbia und Saskatchewan. 2005 erzielte sie erstmals einen Umsatz von mehr als 1 Mrd. kanadischer Dollar.